# Ohel Chana

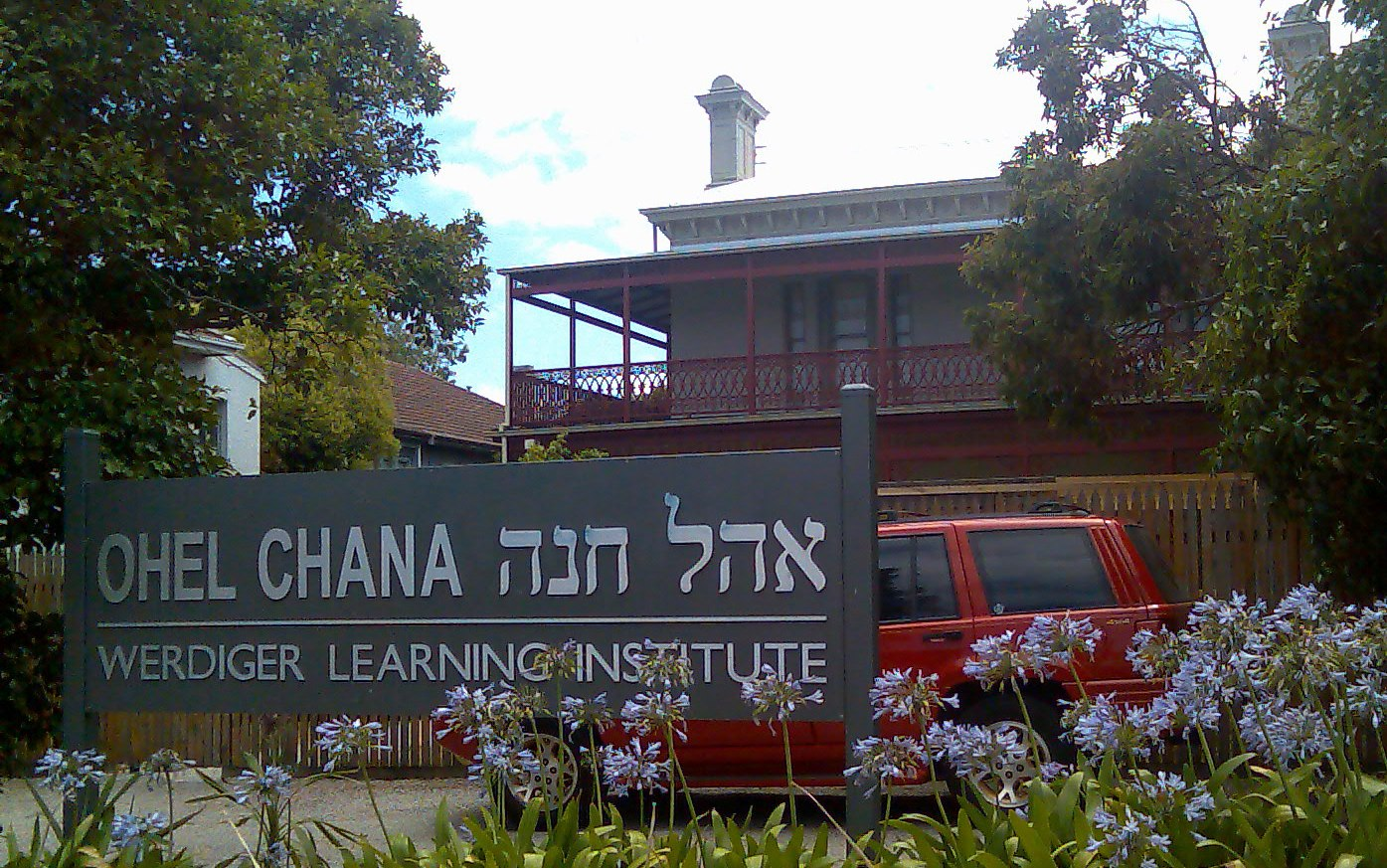
Dormitorio del seminario Ohel Chana.

Ohel Chana è un seminario femminile Ebraico ortodosso sito in Balaclava Road a Melbourne (Australia) e gestito dal Centro Yeshiva del movimento Chabad-Lubavitch. È amministrato da Rabbi Levi Tenenbaum.
Il collegio è dedicato a Chana Shneerson, madre dell'ultimo Rebbe di Lubavitch, Rabbi Menachem Mendel Shneerson.